# Path of Resistance (deutsche Band)
Path of Resistance ist eine deutsche Hatecore-Band aus Rostock. Sie gilt als Wegbereiter und eine der führenden Bands des National Socialist Hardcore (NSHC).

## Bandgeschichte
Path of Resistance wurde von ehemaligen Mitgliedern der Rechtsrock-Band Nordmacht gegründet. 2003 erschien ihr erstes Demo Fight the System (2008 wiederveröffentlicht). 2005 erschien das zweite Album Painful Life über das Plattenlabel Front Records aus Falkenhain. Seitdem erschienen alle weiteren Tonträger über SFH Records. 2013 erschien das bisher letzte Album MMXIII. Daneben erschienen bisher zwei Split-7", eine mit Moshpit und eine mit Fear Rains Down.
Die Band spielt verhältnismäßig oft live und zählt zu den aktivsten rechtsextremen Bands aus Mecklenburg-Vorpommern. Mindestens 15 ihrer 40 Konzerte fanden im Ausland statt, sowohl in Europa, als auch in den Vereinigten Staaten.

## Projekte
Einige Mitglieder spielen weiterhin bei Nordmacht. Zusammen mit Blue Eyed Devils bilden zwei Mitglieder außerdem die internationale Band Fear Rains Down. Ein weiteres Projekt ist Freicore mit Mitgliedern von Skalinger, das bisher ein Album über das Ludwigshafener Label Gjallarhorn Klangschmiede veröffentlicht hat. Zusammen mit Global Infected und Fear Rains Down betreiben einzelne Mitglieder das Projekt Disbeliever, das ein exklusives Lied auf der JN-Schulhof-CD Die Zukunft im Blick (2013) veröffentlicht hat.

## Stil und Bewertung
Path of Resistance war eine der ersten Bands aus Deutschland, die den Hardcore-Punk-Stil imitierten und statt deutscher Texte englisch sangen. Die Musik ist schnell gespielt und hart, der Gesang ist geschrien und aggressiv. Die englischen Lyrics behandeln sozialkritische Themen und nehmen positiven Bezug auf den Nationalsozialismus. Auch vom Auftreten her übernahm die Gruppe linke Stilelemente. So ist der Schriftzug der Band sowie die Titel der ersten beiden Alben im Graffiti-Stil gehalten. Die Band präsentiert sich auf ihren Fotos außerdem mit Kapuzenpullis im Gang-Style. In den Booklets finden sich Fotos von linksextremen Demos und Ausschreitungen. Ideologisch steht die Band den Autonomen Nationalisten nahe. Ziel der Band ist es, gezielt Personen aus dem unpolitischen Spektrum zu erreichen. Mit ihrer Musik trägt die Band wesentlich zur Modernisierung der rechtsextremen Musikszene bei.

## Diskografie

### Demos
- 2003: Fight the System (Wiederveröffentlichung 2008)

### Alben
- 2005: Painful Life (Front Records)
- 2013: MMXIII (SFH Records)
- 2020: If You Want Peace, Prepare For War (Leveler Records) (EP)
- 2022: Never Give In (PC Records)

### Split-Veröffentlichungen
- 2004: Split-7" mit Moshpit (SFH Records)
- 2006: Hardcore Hoax United (mit Hope for the Weak und Inborn Hate)[9]
- 2013: Split-7" mit Fear Rains Down (SFH Records)